# Abiward
Abiward war eine Stadt in Zentralasien. Heute liegt sie auf dem Staatsgebiet Turkmenistans, nahe der Grenze zu Iran. 

## Lage
Abiward liegt am Übergang des Kopet-Dags in die Karakum-Wüste. Heute liegt die Ruinenstadt unmittelbar nördlich der iranisch-turkmenischen Grenze, nahe der turkmenischen Hauptstadt Asgabat.

## Geschichte

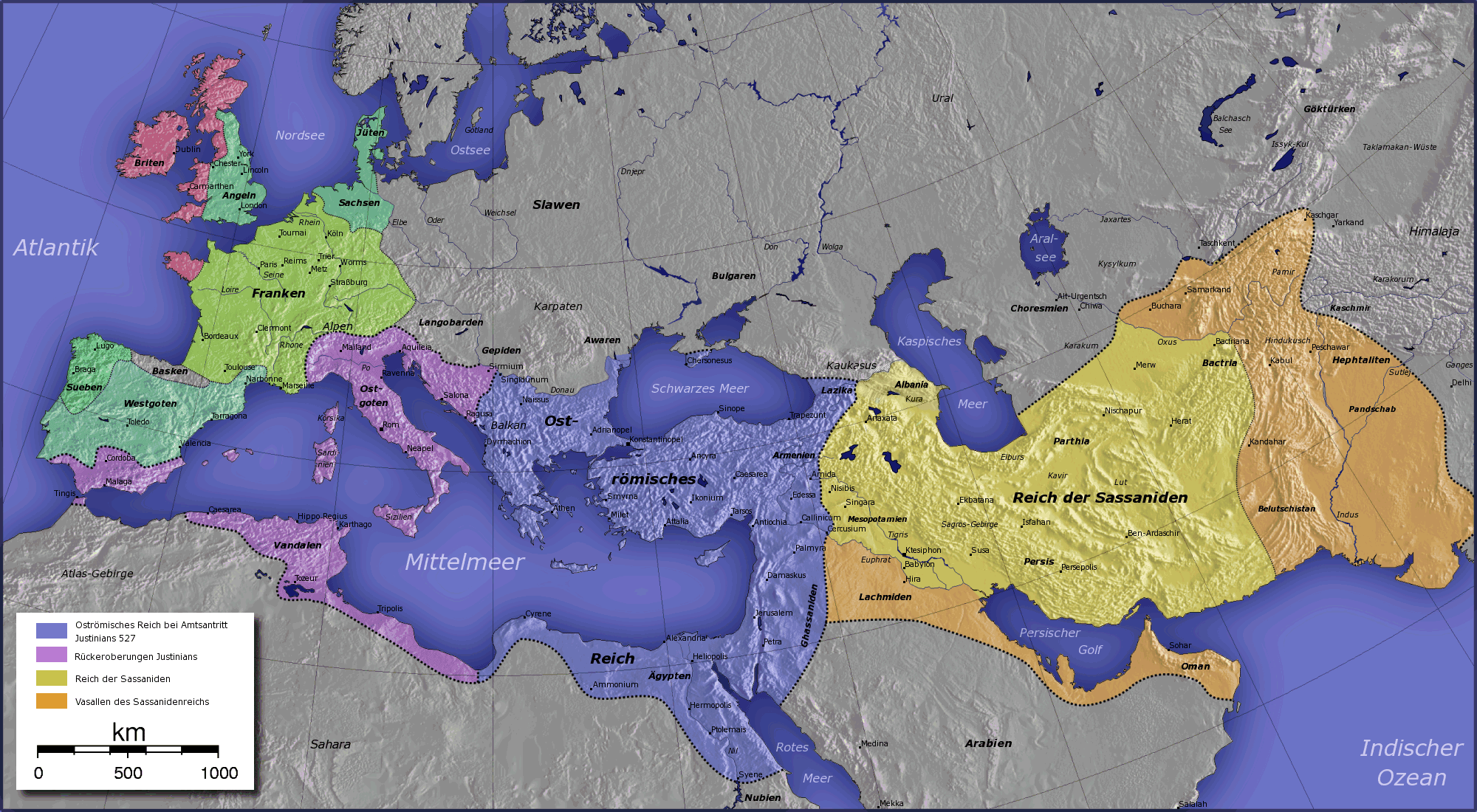
Das Reich der Sassaniden erstreckte sich bis nach Zentralasien

Die Geschichte von Abiward geht bis in die Zeit des Partherreichs zurück, das vom 3. Jahrhundert v. Chr. bis zum 3. Jahrhundert n. Chr. die Vormachtstellung in Persien bzw. Iran und in den angrenzenden Gebieten innehatte. Im 3. Jahrhundert n. Chr. gelang es den Sassaniden unter Ardaschir I. das Partherreich zu erobern. Abiward lag im Nordwesten des Sassanidenreichs, das sich bis an den Oxus erstreckte. Abiward kam als Teil einer Verteidigungskette gegen Einfälle kriegerischer Stämme aus den Gebieten jenseits des Oxus eine strategische Bedeutung zu.

Abiward als Teil des arabischen Reichs

Im Jahr 651 erreichten die islamischen Invasoren Abiward, nachdem sie das Sassanidenreich 642 in der Schlacht bei Nehawend geschlagen hatten. In der Stadt wurde eine Garnison errichtet, die Verwaltung der Stadt blieb jedoch in der Hand lokaler Würdenträger und wurde von den arabischen Eroberern vorerst wenig beeinflusst. Abiward stand erst unter Verwaltung des Statthalters von Chorasan, ehe es im 9. Jahrhundert zum samanidischen Einflussbereich gehörte. Im späteren 9. Jahrhundert konnten die Ghaznawiden das Sassanidenreich verdrängen und auch die Region Chorasan unter ihre Kontrolle bringen. Die Ghaznawiden konnten die Region um Abiward nicht mehr gegen Einfälle kriegerischer Stämme verteidigen, sodass die Turkmenen einen immer größeren Einfluss über die Region erlangten und sie kulturell und sprachlich prägten. 
Abiward bestand auch im Safawidenreich und dem Mongolischen Reich, erlebte aber einen stetigen Niedergang, der durch ständige persisch-turkmenische Auseinandersetzungen und Raubzüge in der Region hervorgerufen wurde. So verlor die Stadt an Bedeutung und ging in der heute auf iranischer Seite der Grenze gelegenen, mächtigeren Stadt Dargaz auf.
Heute finden sich noch Ruinen der ehemaligen Stadt Abiward.